# Cranioceras
Genre
Taxons de rang inférieur
- † C. unicornis Matthew, 1918 (type)
- † C. clarendonensis Frick, 1937
- † C. pawniensis Frick, 1937
- † C. teres (Cope, 1874)

Cranioceras est un genre éteint d'ongulé artiodactyle de la famille des Palaeomerycidae. Il a vécu du Miocène au Pliocène sur le territoire des États-Unis actuels.

## Sources
- (en) After the Dinosaurs: The Age of Mammals (Life of the Past) by Donald Prothero (en)
- (en) Dinosaur Encyclopedia by Jayne Parsons
- (en) The Book of Life: An Illustrated History of the Evolution of Life on Earth, Second Edition by Stephen Jay Gould
- (en) The Big Book Of Dinosaurs by David Norman